# NK Ankerkader 45/2 Ereklasse 1912-1913
Het eerste Nederlands kampioenschap biljarten in de spelsoort Ankerkader 45/2 Ereklasse seizoen 1912-1913 was tevens het allereerste Nederlands kampioenschap sinds de oprichting van de KNBB in 1911 en werd destijds aangekondigd als "Nationaal Kampioenschap" en gespeeld van 4 tot en met 6 april 1913 op 3 matchtafels in de tuinzaal van het Arnhemse Musis Sacrum met 9 deelnemers die een halve competitie speelden. De partijlengte bedroeg 300 caramboles zonder gelijkmakende beurt. De organisatie was in handen van de Arnhemse Biljart Vereniging. Hendrik Robijns won het kampioenschap en werd daarmee de eerste Nederlands Kampioen in de biljartsport.

## Gespeelde partijen op 4 april 1913
| NK Ankerkader 45/2 Ereklasse 1912-1913 - Partijen van vrijdag 4 april 1913 | NK Ankerkader 45/2 Ereklasse 1912-1913 - Partijen van vrijdag 4 april 1913 | NK Ankerkader 45/2 Ereklasse 1912-1913 - Partijen van vrijdag 4 april 1913 | NK Ankerkader 45/2 Ereklasse 1912-1913 - Partijen van vrijdag 4 april 1913 | NK Ankerkader 45/2 Ereklasse 1912-1913 - Partijen van vrijdag 4 april 1913 | NK Ankerkader 45/2 Ereklasse 1912-1913 - Partijen van vrijdag 4 april 1913 | NK Ankerkader 45/2 Ereklasse 1912-1913 - Partijen van vrijdag 4 april 1913 | NK Ankerkader 45/2 Ereklasse 1912-1913 - Partijen van vrijdag 4 april 1913 | NK Ankerkader 45/2 Ereklasse 1912-1913 - Partijen van vrijdag 4 april 1913 | NK Ankerkader 45/2 Ereklasse 1912-1913 - Partijen van vrijdag 4 april 1913 | NK Ankerkader 45/2 Ereklasse 1912-1913 - Partijen van vrijdag 4 april 1913 | NK Ankerkader 45/2 Ereklasse 1912-1913 - Partijen van vrijdag 4 april 1913 |
| SPELER                                                                     | PP                                                                         | CAR                                                                        | BRT                                                                        | MOY                                                                        | HS                                                                         | SPELER                                                                     | PP                                                                         | CAR                                                                        | BRT                                                                        | MOY                                                                        | HS                                                                         |
| -------------------------------------------------------------------------- | -------------------------------------------------------------------------- | -------------------------------------------------------------------------- | -------------------------------------------------------------------------- | -------------------------------------------------------------------------- | -------------------------------------------------------------------------- | -------------------------------------------------------------------------- | -------------------------------------------------------------------------- | -------------------------------------------------------------------------- | -------------------------------------------------------------------------- | -------------------------------------------------------------------------- | -------------------------------------------------------------------------- |
| Theo Welzenbach                                                            | 0                                                                          | 136                                                                        | 41                                                                         | 3,31                                                                       | 15                                                                         | Johannes Muller                                                            | 0                                                                          | 284                                                                        | 47                                                                         | 6,04                                                                       | 43                                                                         |
| Jan Wiemers                                                                | 2                                                                          | 300                                                                        | 41                                                                         | 7,31                                                                       | 35                                                                         | Jan Dommering                                                              | 2                                                                          | 300                                                                        | 47                                                                         | 6,38                                                                       | 34                                                                         |
|                                                                            |                                                                            |                                                                            |                                                                            |                                                                            |                                                                            |                                                                            |                                                                            |                                                                            |                                                                            |                                                                            |                                                                            |
| Frits Thiele                                                               | 2                                                                          | 300                                                                        | 37                                                                         | 8,10                                                                       | 45                                                                         | Derk van der Woude                                                         | 0                                                                          | 102                                                                        | 28                                                                         | 3,64                                                                       | 34                                                                         |
| Johannes Boelstra                                                          | 0                                                                          | 115                                                                        | 36                                                                         | 3,19                                                                       | 23                                                                         | Jan Wiemers                                                                | 2                                                                          | 300                                                                        | 28                                                                         | 10,71                                                                      | 53                                                                         |
|                                                                            |                                                                            |                                                                            |                                                                            |                                                                            |                                                                            |                                                                            |                                                                            |                                                                            |                                                                            |                                                                            |                                                                            |
| Hyman de Rood                                                              | 0                                                                          | 273                                                                        | 41                                                                         | 6,65                                                                       | 28                                                                         | Johannes Muller                                                            | 0                                                                          | 289                                                                        | 44                                                                         | 6,56                                                                       | 37                                                                         |
| Theo Welzenbach                                                            | 2                                                                          | 300                                                                        | 41                                                                         | 7,31                                                                       | 44                                                                         | Hendrik Robijns                                                            | 2                                                                          | 300                                                                        | 44                                                                         | 6,81                                                                       | 47                                                                         |
|                                                                            |                                                                            |                                                                            |                                                                            |                                                                            |                                                                            |                                                                            |                                                                            |                                                                            |                                                                            |                                                                            |                                                                            |
| Derk van der Woude                                                         | 2                                                                          | 300                                                                        | 34                                                                         | 8,82                                                                       | 57                                                                         | Jan Dommering                                                              | 0                                                                          | 258                                                                        | 49                                                                         | 5,26                                                                       | 45                                                                         |
| Frits Thiele                                                               | 0                                                                          | 211                                                                        | 33                                                                         | 6,39                                                                       | 27                                                                         | Johannes Boelstra                                                          | 2                                                                          | 300                                                                        | 49                                                                         | 6,12                                                                       | 31                                                                         |
|                                                                            |                                                                            |                                                                            |                                                                            |                                                                            |                                                                            |                                                                            |                                                                            |                                                                            |                                                                            |                                                                            |                                                                            |
| Hyman de Rood                                                              | 0                                                                          | 167                                                                        | 39                                                                         | 4,28                                                                       | 20                                                                         | Johannes Muller                                                            | 2                                                                          | 300                                                                        | 50                                                                         | 6,00                                                                       | 31                                                                         |
| Hendrik Robijns                                                            | 2                                                                          | 300                                                                        | 39                                                                         | 7,69                                                                       | 49                                                                         | Johannes Boelstra                                                          | 0                                                                          | 280                                                                        | 49                                                                         | 5,71                                                                       | 24                                                                         |
|                                                                            |                                                                            |                                                                            |                                                                            |                                                                            |                                                                            |                                                                            |                                                                            |                                                                            |                                                                            |                                                                            |                                                                            |
| Hyman de Rood                                                              | 2                                                                          | 300                                                                        | 42                                                                         | 7,14                                                                       | 59                                                                         | Theo Welzenbach                                                            | 0                                                                          | 226                                                                        | 41                                                                         | 5,51                                                                       | 18                                                                         |
| Jan Dommering                                                              | 0                                                                          | 202                                                                        | 41                                                                         | 4,92                                                                       | 24                                                                         | Hendrik Robijns                                                            | 2                                                                          | 300                                                                        | 41                                                                         | 7,31                                                                       | 37                                                                         |
|                                                                            |                                                                            |                                                                            |                                                                            |                                                                            |                                                                            |                                                                            |                                                                            |                                                                            |                                                                            |                                                                            |                                                                            |

## Gespeelde partijen op 5 april 1913
| NK Ankerkader 45/2 Ereklasse 1912-1913 - Partijen van zaterdag 5 april 1913 | NK Ankerkader 45/2 Ereklasse 1912-1913 - Partijen van zaterdag 5 april 1913 | NK Ankerkader 45/2 Ereklasse 1912-1913 - Partijen van zaterdag 5 april 1913 | NK Ankerkader 45/2 Ereklasse 1912-1913 - Partijen van zaterdag 5 april 1913 | NK Ankerkader 45/2 Ereklasse 1912-1913 - Partijen van zaterdag 5 april 1913 | NK Ankerkader 45/2 Ereklasse 1912-1913 - Partijen van zaterdag 5 april 1913 | NK Ankerkader 45/2 Ereklasse 1912-1913 - Partijen van zaterdag 5 april 1913 | NK Ankerkader 45/2 Ereklasse 1912-1913 - Partijen van zaterdag 5 april 1913 | NK Ankerkader 45/2 Ereklasse 1912-1913 - Partijen van zaterdag 5 april 1913 | NK Ankerkader 45/2 Ereklasse 1912-1913 - Partijen van zaterdag 5 april 1913 | NK Ankerkader 45/2 Ereklasse 1912-1913 - Partijen van zaterdag 5 april 1913 | NK Ankerkader 45/2 Ereklasse 1912-1913 - Partijen van zaterdag 5 april 1913 |
| SPELER                                                                      | PP                                                                          | CAR                                                                         | BRT                                                                         | MOY                                                                         | HS                                                                          | SPELER                                                                      | PP                                                                          | CAR                                                                         | BRT                                                                         | MOY                                                                         | HS                                                                          |
| --------------------------------------------------------------------------- | --------------------------------------------------------------------------- | --------------------------------------------------------------------------- | --------------------------------------------------------------------------- | --------------------------------------------------------------------------- | --------------------------------------------------------------------------- | --------------------------------------------------------------------------- | --------------------------------------------------------------------------- | --------------------------------------------------------------------------- | --------------------------------------------------------------------------- | --------------------------------------------------------------------------- | --------------------------------------------------------------------------- |
| Derk van der Woude                                                          | 0                                                                           | 169                                                                         | 43                                                                          | 3,93                                                                        | 29                                                                          | Frits Thiele                                                                | 2                                                                           | 300                                                                         | 36                                                                          | 8,33                                                                        | 43                                                                          |
| Johannes Boelstra                                                           | 2                                                                           | 300                                                                         | 43                                                                          | 6,97                                                                        | 32                                                                          | Jan Dommering                                                               | 0                                                                           | 181                                                                         | 35                                                                          | 5,17                                                                        | 38                                                                          |
|                                                                             |                                                                             |                                                                             |                                                                             |                                                                             |                                                                             |                                                                             |                                                                             |                                                                             |                                                                             |                                                                             |                                                                             |
| Jan Wiemers                                                                 | 2                                                                           | 300                                                                         | 45                                                                          | 6,66                                                                        | 51                                                                          | Hendrik Robijns                                                             | 2                                                                           | 300                                                                         | 29                                                                          | 10,34                                                                       | 39                                                                          |
| Hyman de Rood                                                               | 0                                                                           | 259                                                                         | 44                                                                          | 5,88                                                                        | 28                                                                          | Derk van der Woude                                                          | 0                                                                           | 264                                                                         | 28                                                                          | 9,42                                                                        | 40                                                                          |
|                                                                             |                                                                             |                                                                             |                                                                             |                                                                             |                                                                             |                                                                             |                                                                             |                                                                             |                                                                             |                                                                             |                                                                             |
| Jan Wiemers                                                                 | 2                                                                           | 300                                                                         | 19                                                                          | 15,78                                                                       | 49                                                                          | Johannes Muller                                                             | 0                                                                           | 265                                                                         | 48                                                                          | 5,52                                                                        | 26                                                                          |
| Frits Thiele                                                                | 0                                                                           | 92                                                                          | 18                                                                          | 5,11                                                                        | 18                                                                          | Theo Welzenbach                                                             | 2                                                                           | 300                                                                         | 48                                                                          | 6,25                                                                        | 30                                                                          |
|                                                                             |                                                                             |                                                                             |                                                                             |                                                                             |                                                                             |                                                                             |                                                                             |                                                                             |                                                                             |                                                                             |                                                                             |
| Hyman de Rood                                                               | 0                                                                           | 247                                                                         | 56                                                                          | 4,41                                                                        | 31                                                                          | Frits Thiele                                                                | 0                                                                           | 197                                                                         | 34                                                                          | 5,79                                                                        | 60                                                                          |
| Johannes Boelstra                                                           | 2                                                                           | 300                                                                         | 56                                                                          | 5,35                                                                        | 44                                                                          | Theo Welzenbach                                                             | 2                                                                           | 300                                                                         | 34                                                                          | 8,82                                                                        | 38                                                                          |
|                                                                             |                                                                             |                                                                             |                                                                             |                                                                             |                                                                             |                                                                             |                                                                             |                                                                             |                                                                             |                                                                             |                                                                             |
| Jan Dommering                                                               | 0                                                                           | 279                                                                         | 29                                                                          | 9,62                                                                        | 38                                                                          | Derk van der Woude                                                          | 0                                                                           | 291                                                                         | 52                                                                          | 5,59                                                                        | 37                                                                          |
| Hendrik Robijns                                                             | 2                                                                           | 300                                                                         | 29                                                                          | 10,34                                                                       | 88                                                                          | Johannes Muller                                                             | 2                                                                           | 300                                                                         | 52                                                                          | 5,76                                                                        | 29                                                                          |
|                                                                             |                                                                             |                                                                             |                                                                             |                                                                             |                                                                             |                                                                             |                                                                             |                                                                             |                                                                             |                                                                             |                                                                             |
| Johannes Boelstra                                                           | 0                                                                           | 280                                                                         | 50                                                                          | 5,60                                                                        | 33                                                                          | Jan Dommering                                                               | 2                                                                           | 300                                                                         | 53                                                                          | 5,66                                                                        | 29                                                                          |
| Jan Wiemers                                                                 | 2                                                                           | 300                                                                         | 50                                                                          | 6,00                                                                        | 29                                                                          | Theo Welzenbach                                                             | 0                                                                           | 231                                                                         | 52                                                                          | 4,44                                                                        | 23                                                                          |
|                                                                             |                                                                             |                                                                             |                                                                             |                                                                             |                                                                             |                                                                             |                                                                             |                                                                             |                                                                             |                                                                             |                                                                             |

## Gespeelde partijen op 6 april 1913
| NK Ankerkader 45/2 Ereklasse 1912-1913 - Partijen van zondag 6 april 1913 | NK Ankerkader 45/2 Ereklasse 1912-1913 - Partijen van zondag 6 april 1913 | NK Ankerkader 45/2 Ereklasse 1912-1913 - Partijen van zondag 6 april 1913 | NK Ankerkader 45/2 Ereklasse 1912-1913 - Partijen van zondag 6 april 1913 | NK Ankerkader 45/2 Ereklasse 1912-1913 - Partijen van zondag 6 april 1913 | NK Ankerkader 45/2 Ereklasse 1912-1913 - Partijen van zondag 6 april 1913 | NK Ankerkader 45/2 Ereklasse 1912-1913 - Partijen van zondag 6 april 1913 | NK Ankerkader 45/2 Ereklasse 1912-1913 - Partijen van zondag 6 april 1913 | NK Ankerkader 45/2 Ereklasse 1912-1913 - Partijen van zondag 6 april 1913 | NK Ankerkader 45/2 Ereklasse 1912-1913 - Partijen van zondag 6 april 1913 | NK Ankerkader 45/2 Ereklasse 1912-1913 - Partijen van zondag 6 april 1913 | NK Ankerkader 45/2 Ereklasse 1912-1913 - Partijen van zondag 6 april 1913 |
| SPELER                                                                    | PP                                                                        | CAR                                                                       | BRT                                                                       | MOY                                                                       | HS                                                                        | SPELER                                                                    | PP                                                                        | CAR                                                                       | BRT                                                                       | MOY                                                                       | HS                                                                        |
| ------------------------------------------------------------------------- | ------------------------------------------------------------------------- | ------------------------------------------------------------------------- | ------------------------------------------------------------------------- | ------------------------------------------------------------------------- | ------------------------------------------------------------------------- | ------------------------------------------------------------------------- | ------------------------------------------------------------------------- | ------------------------------------------------------------------------- | ------------------------------------------------------------------------- | ------------------------------------------------------------------------- | ------------------------------------------------------------------------- |
| Theo Welzenbach                                                           | 2                                                                         | 300                                                                       | 37                                                                        | 8,10                                                                      | 47                                                                        | Johannes Muller                                                           | 0                                                                         | 259                                                                       | 43                                                                        | 6,02                                                                      | 38                                                                        |
| Derk van der Woude                                                        | 0                                                                         | 264                                                                       | 36                                                                        | 7,33                                                                      | 36                                                                        | Hyman de Rood                                                             | 2                                                                         | 300                                                                       | 43                                                                        | 6,97                                                                      | 36                                                                        |
|                                                                           |                                                                           |                                                                           |                                                                           |                                                                           |                                                                           |                                                                           |                                                                           |                                                                           |                                                                           |                                                                           |                                                                           |
| Jan Wiemers                                                               | 0                                                                         | 176                                                                       | 26                                                                        | 6,76                                                                      | 28                                                                        | Frits Thiele                                                              | 0                                                                         | 213                                                                       | 39                                                                        | 5,46                                                                      | 30                                                                        |
| Hendrik Robijns                                                           | 2                                                                         | 300                                                                       | 26                                                                        | 11,53                                                                     | 62                                                                        | Hyman de Rood                                                             | 2                                                                         | 300                                                                       | 39                                                                        | 7,69                                                                      | 36                                                                        |
|                                                                           |                                                                           |                                                                           |                                                                           |                                                                           |                                                                           |                                                                           |                                                                           |                                                                           |                                                                           |                                                                           |                                                                           |
| Hendrik Robijns                                                           | 2                                                                         | 300                                                                       | 31                                                                        | 9,67                                                                      | 51                                                                        | Jan Dommering                                                             | 0                                                                         | 217                                                                       | 37                                                                        | 5,86                                                                      | 26                                                                        |
| Johannes Boelstra                                                         | 0                                                                         | 177                                                                       | 30                                                                        | 5,90                                                                      | 37                                                                        | Jan Wiemers                                                               | 2                                                                         | 300                                                                       | 37                                                                        | 8,10                                                                      | 56                                                                        |
|                                                                           |                                                                           |                                                                           |                                                                           |                                                                           |                                                                           |                                                                           |                                                                           |                                                                           |                                                                           |                                                                           |                                                                           |
| Derk van der Woude                                                        | 2                                                                         | 300                                                                       | 49                                                                        | 6,12                                                                      | 38                                                                        | Johannes Boelstra                                                         | 0                                                                         | 165                                                                       | 38                                                                        | 4,34                                                                      | 14                                                                        |
| Hyman de Rood                                                             | 0                                                                         | 283                                                                       | 48                                                                        | 5,89                                                                      | 29                                                                        | Theo Welzenbach                                                           | 2                                                                         | 300                                                                       | 38                                                                        | 7,89                                                                      | 56                                                                        |
|                                                                           |                                                                           |                                                                           |                                                                           |                                                                           |                                                                           |                                                                           |                                                                           |                                                                           |                                                                           |                                                                           |                                                                           |
| Johannes Muller                                                           | 2                                                                         | 300                                                                       | 31                                                                        | 9,67                                                                      | 91                                                                        | Jan Dommering                                                             | 2                                                                         | 300                                                                       | 55                                                                        | 5,45                                                                      | 50                                                                        |
| Frits Thiele                                                              | 0                                                                         | 283                                                                       | 30                                                                        | 9,43                                                                      | 41                                                                        | Derk van der Woude                                                        | 0                                                                         | 270                                                                       | 54                                                                        | 5,00                                                                      | 45                                                                        |
|                                                                           |                                                                           |                                                                           |                                                                           |                                                                           |                                                                           |                                                                           |                                                                           |                                                                           |                                                                           |                                                                           |                                                                           |
| Hendrik Robijns                                                           | 2                                                                         | 300                                                                       | 24                                                                        | 12,50                                                                     | 54                                                                        | Jan Wiemers                                                               | 2                                                                         | 300                                                                       | 47                                                                        | 6,38                                                                      | 34                                                                        |
| Frits Thiele                                                              | 0                                                                         | 201                                                                       | 23                                                                        | 8,73                                                                      | 35                                                                        | Johannes Muller                                                           | 0                                                                         | 253                                                                       | 46                                                                        | 5,50                                                                      | 25                                                                        |
|                                                                           |                                                                           |                                                                           |                                                                           |                                                                           |                                                                           |                                                                           |                                                                           |                                                                           |                                                                           |                                                                           |                                                                           |

## Eindstand
| NK ANKERKADER 45/2 Ereklasse 1912-1913 - EINDSTAND | NK ANKERKADER 45/2 Ereklasse 1912-1913 - EINDSTAND | NK ANKERKADER 45/2 Ereklasse 1912-1913 - EINDSTAND | NK ANKERKADER 45/2 Ereklasse 1912-1913 - EINDSTAND | NK ANKERKADER 45/2 Ereklasse 1912-1913 - EINDSTAND | NK ANKERKADER 45/2 Ereklasse 1912-1913 - EINDSTAND | NK ANKERKADER 45/2 Ereklasse 1912-1913 - EINDSTAND | NK ANKERKADER 45/2 Ereklasse 1912-1913 - EINDSTAND | NK ANKERKADER 45/2 Ereklasse 1912-1913 - EINDSTAND |
| RANG                                               | SPELER                                             | GESP                                               | PP                                                 | CAR                                                | BRT                                                | MOY                                                | PMOY                                               | HS                                                 |
| -------------------------------------------------- | -------------------------------------------------- | -------------------------------------------------- | -------------------------------------------------- | -------------------------------------------------- | -------------------------------------------------- | -------------------------------------------------- | -------------------------------------------------- | -------------------------------------------------- |
|                                                    | Hendrik Robijns                                    | 8                                                  | 16                                                 | 2400                                               | 263                                                | 9,12                                               | 12,50                                              | 88                                                 |
|                                                    | Jan Wiemers                                        | 8                                                  | 14                                                 | 2276                                               | 293                                                | 7,76                                               | 15,78                                              | 56                                                 |
|                                                    | Theo Welzenbach                                    | 8                                                  | 10                                                 | 2093                                               | 332                                                | 6,30                                               | 8,82                                               | 56                                                 |
| 4                                                  | Johannes Muller                                    | 8                                                  | 6                                                  | 2250                                               | 361                                                | 6,23                                               | 9,67                                               | 91                                                 |
| 5                                                  | Hyman de Rood                                      | 8                                                  | 6                                                  | 2129                                               | 352                                                | 6,04                                               | 7,69                                               | 59                                                 |
| 6                                                  | Jan Dommering                                      | 8                                                  | 6                                                  | 2037                                               | 346                                                | 5,88                                               | 6,38                                               | 50                                                 |
| 7                                                  | Johannes Boelstra                                  | 8                                                  | 6                                                  | 1917                                               | 351                                                | 5,46                                               | 6,97                                               | 44                                                 |
| 8                                                  | Frits Thiele                                       | 8                                                  | 4                                                  | 1797                                               | 250                                                | 7,18                                               | 8,33                                               | 60                                                 |
| 9                                                  | Derk van der Woude                                 | 8                                                  | 4                                                  | 1960                                               | 324                                                | 6,04                                               | 8,82                                               | 57                                                 |
| TOTAAL                                             | TOTAAL                                             | TOTAAL                                             | TOTAAL                                             | 18859                                              | 2872                                               | 6,56                                               | 15,78                                              | 91                                                 |
|                                                    |                                                    |                                                    |                                                    |                                                    |                                                    |                                                    |                                                    |                                                    |

Arnhem 1912-1913 · 
Leeuwarden 1913-1914 ·
Amsterdam 1914-1915 ·
Den Haag 1915-1916 ·
Groningen 1916-1917 ·
Amsterdam 1917-1918 ·
Arnhem 1918-1919 ·
Leeuwarden 1919-1920 ·
Den Haag 1920-1921 ·
Groningen 1921-1922 ·
Amsterdam 1922-1923 · 
Amsterdam 1923-1924 ·
Rotterdam 1924-1925 ·
Amsterdam 1925-1926 ·
Haarlem 1926-1927 ·
Utrecht 1927-1928 ·
Rotterdam 1928-1929 ·
Den Haag 1929-1930 ·
Leeuwarden 1930-1931 ·
Utrecht 1931-1932 ·
Amsterdam 1932-1933 ·
Amsterdam 1933-1934 ·
Amsterdam 1934-1935 · 
Utrecht 1935-1936 ·
Arnhem 1936-1937 ·
Den Haag 1937-1938 ·
Amsterdam 1938-1939 ·
Rotterdam 1939-1940 ·
Amsterdam 1940-1941 ·
Amsterdam 1941-1942 ·
Amsterdam 1942-1943 ·
Amsterdam 1944-1945 ·
Den Haag 1945-1946 ·
Apeldoorn 1946-1947 ·
Groningen 1947-1948